# Crist de Mijaran

El Crist de Mijaran és una talla de fusta fragmentada policromada de 65 x 40 cm d'estil romànic del segle xiii, que es troba a l'església de Sant Miquèu de Vielha. Per càlculs duts a terme amb el bust que en queda, es creu que la figura sencera devia haver amidat al voltant de dos metres d'altura. Marcel Durliat l'any 1978 ja va informar de la seva gran qualitat:
| « | ...aquest bell Crist mutilat, el seu expressiu rostre és una de les obres mestres de l'escultura en fusta de la regió dels Pirineus | » |
| — | |   |

## Història
La imatge pertanyia a l'antiga església de Santa Maria de Mijaran, destruïda durant la guerra civil. Formava part d'un conjunt escultòric del «Davallament», similar als existents a la Vall de Boí. Se n'atribueix la realització al "taller d'Erill", conegut per ser el que va elaborar el Davallament d'Erill la Vall, el més ben conservat a Catalunya d'època romànica i que pertanyia a Santa Eulàlia d'Erill la Vall. Els trets més propers entre els dos crists apareixen en la similitud dels rostres, en els pòmuls alts, la llargària del nas, les celles altes i el front poc elevat, els distingeixen que en el de Mig Aran el bigoti és completament horitzontal sobre el llavi superior i la barba recollida en uns rínxols ben marcats, els pits més marcats i amb els mugrons que no apareixen en el d'Erill Es diu també que l'obra aranesa va ser posterior a la ribagorçana, perfeccionada en tècnica i estil a partir d'ella. L'escultura va desaparèixer durant la guerra civil; el 1940 va ser localitzada a Suïssa i retornada a la Vall d'Aran.
Pel que fa a la resta de figures que havien de pertànyer a aquest davallament (entre cinc i set), es creu que devien desaparèixer o ser destruïdes l'any 1472, quan l'antiga església on era va ser saquejada en una invasió francesa.

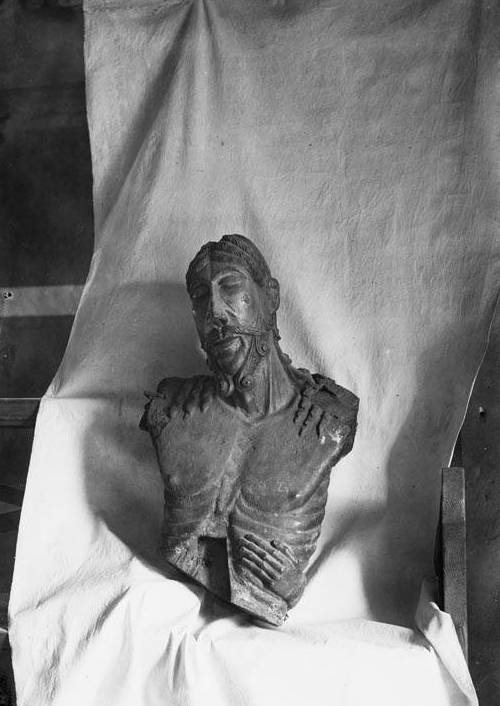
El crist de Mijaran en una fotografia de 1907.

Aquest bust romànic inspirà l'aranès Jèp de Montoya en la creació d'un nou Devarament deth Crist e Retaule de Santa Maria de Mijaran, obra encarragada als artistes bascos Antonio Fdez. García de Acilu (escultor) i Carlos Ruíz de Ocenda (daurador-policromador).

## Descripció
Es troba en culte i situat a la segona capella de la dreta de l'església de Sant Miquèu, protegit per una exposició en una vitrina tancada amb condicions idònies de temperatura i il·luminació. Es conserva el fragment de l'escultura que representa el cap amb un tros de tors fins al nivell de la quarta costella. Està decantat cap a un costat, té el rostre amb els ulls tancats i expressió de pau; els fins brins de cabells li cauen sobre les espatlles en tres flocs trenats en línia zigzaguejant, té bigoti i uns marcats rínxols a la barba. El tors està sense braços i la mà de Josep d'Arimatea el sosté per l'aixella. Els pòmuls alts i el front curt ressalten la forma ametllada dels ulls tancats. El nas és llarg i ben perfilat, i l'escultor ha cisellat arrugues, cosa que dona un aire naturalista a la peça. Al bust ressalten l'estèrnum, les costelles i els pectorals ben definits i, sobretot, els tendons del coll, que marquen el moviment de la figura cap a la dreta.
La pèrdua dels braços es considera gairebé natural, perquè estaven subjectes per mitjà d'elements que en permetien el moviment i la seva conservació podia ser bastant fràgil. El que sembla un fet inusual és la desaparició de la resta del cos, ja que presenta un tall net i fins i tot hi ha un buidatge sota l'estèrnum, que no ha estat possible esbrinar a què va ser degut.